# 新建区
新建区是位於中国江西省南昌市西北部的区。該區東臨贛江，西連西山山脈，北至鄱陽湖，南與豐城市、高安市接壤。新建區是人文薈萃的“千年古邑”，享有“魚米之鄉”之稱。总面积为2337.84平方千米，新建區政府駐长堎镇。
邓小平文革落魄时曾被流放于此，小平小道就位于新建区内。

## 县域位置
1871年（同治十年），本县疆域“自山（逍遥山）至于湖（鄱阳湖），袤三百七十余里，广一百六十里”，东至进贤北山80里，东北至余干瑞洪180里，鄱阳石塔湖360里，东南至进贤池港60里，西至奉新石鼻80里，建昌（今永修）丰安90里，西北至安义分水堎70里，西南至高安招山120里、丰城90里，南至南昌思贤坊1里，北至星子新河口180里（以上均为华里），“与各邻县界址向俱犁然明白”。
1935年，全省测量各县面积时本县为3486平方公里。
解放后，本县地处江西省中部偏北，南昌市西北郊，赣、锦、修三河下游，鄱阳湖西南岸。东端为南矶东湖东岸，位于东经116°25′，西端为石岗金城松毛山，位于东经115°31′40″，东西跨经度53′20″；南端为松湖活溪李家，位于北纬28°20′10″，北端为南矶神塘湖洲尾，位于北纬29°10'50"，南北跨纬度50'40"。东隔赣江与南昌市、南昌县相望，南与丰城毗邻，西与高安、安义、湾里接壤，北、西北与永修相连，东北共鄱阳湖与都昌、余干为邻，中隔南昌市郊区（今南昌市青山湖区），使全县分为上、下新建两部分。县域南北长约112公里，东西宽约23公里，总面积2427.5平方公里，约占全省面积的1.46%。

## 历史沿革
设县前
春秋战国时期属楚国地；前223年（秦王政二十四年）为九江郡地；前202年（西汉汉高帝五年）为豫章郡地；公元前154年（西汉汉景帝前元三年）属南昌县；9年（新始建国元年）为宜善县地；25年（东汉建武元年）为南昌县地；589年（隋开皇九年）为豫章县地；606年（隋大业二年)为南昌县地；:35公元622年（唐武德五年)由豫章县析置西昌县，治石头津；625年（唐武德八年）为豫章县地；762年（唐宝应元年）为钟陵县地；865年（唐咸通六年）为豫章县地；952年（南唐保大十年)为南昌县地。
设县后
981年（北宋太宗太平兴国六年），划南昌县西北境境洪崖、太平、尽忠、游仙、忠孝、忠信、善政、桃花、五谏、仪凤、昌邑、从善、南、北、东、西等十六乡，置新建县，《南昌府志》载：“盖本县南昌西境，取南昌旧地而新建之”，县治石头津。一開始新建縣隸屬於洪州。
1164年（宋隆兴二年）新建县隶属隆兴府；1277年（元至元十四年)改隆兴府为隆兴路；1284年（至元二十一年）又改为龙兴路。明朝时新建县属南昌府，与南昌县同为南昌府的倚郭县，两县同城而治。清沿旧制。同時巡司驻生米镇，同知驻吴城镇。考评：冲，繁，难。
民国时期
1912年，废府，新建县直属江西省；1914年，新建县属豫章道；1926年复直属江西省；1932年划全省为十三行政区，新建县属第一行政区；1935年，全省缩为八个行政区， 新建县仍属第一行政区。
1939年3月日本侵略军占领新建，改属江西第十行政区管辖；4月日军成立“新建县治安维持会”，八月改“维持会”为“县政府”，先设在乐化随后迁入南昌城，1945年9月，隶属江西省。
中华人民共和国时期
1949年5月22日，中国人民解放军第二野战军第四兵团第13军第37师攻佔新建。6月16日，在乐化接管县政府。6月18日，在昌北瀛上村成立成立新建县人民政府，隶南昌专区。
1958年9月18日新建县划属南昌市管辖；1961年7月20日，新建县隶属宜春专区；1967年11月18日，新建县复由南昌市管辖。:36
2014年10月。新建县启动的撤县设区的工作。
2015年7月30日有网友贴图表示新建县在为撤县并区做前期准备，随后被官方否认。
2015年8月5日确认同年7月23日国务院同意撤销新建县，设立南昌市新建区，以原新建县的行政区域为新建区的行政区域，新建区人民政府驻长堎镇新建大道239号。从此新建区的发展规划可以和周边的红谷滩新区、经开区、湾里区统一规划。
2015年9月25日新建撤县设区新闻发布会确认将于28日正式挂牌，设区后将设5年过渡期，过渡期内保留县级管理权，比如新建县公安局更名为新建区公安局在过渡期结束后改为南昌市公安局新建分局。
2015年9月28日新建区挂牌。
2019年12月，湾里区并入新建区，被湾里区和青山湖区分割为南北两块的新建区重新连成一体。

## 行政区划
新建区下辖2个街道办事处、16个镇、6个乡：
站前街道、幸福街道、蛟桥街道、长堎街道、望城镇、西山镇、石岗镇、松湖镇、樵舍镇、乐化镇、溪霞镇、象山镇、石埠镇、联圩镇、太平镇、罗亭镇、招贤镇、梅岭镇、金桥乡、铁河乡、大塘坪乡、昌邑乡、南矶乡、恒湖垦殖场、成新实业有限公司、朱港实业有限公司、江西新建经济开发区、江西桑海经济开发区、新祺周管理处和新丰垦殖场。

### 区划沿革
1871年（清同治十年），城镇设16坊、7市
1949年5月，全县设5区，辖36乡、476保、1镇（吴城镇）
1950年4月，全县改设为9个区、132个乡
1951年3月，全县划为11个区、150个乡。9月29日，划11区的南新、集坊2乡归南昌县管辖后尚有148个乡。
1952年，全县由11个区调整为12个区，由148个乡调整为183个乡，12月22日将11区的吉北、吉南、五丰、岭水等乡划归南昌县，十区的石鼻、京台、水南、燕坊、立业、民仪、互助、岭下、石马、同心、雁溪、民主、友爱、牛岭等乡划归安义县，九区的同田、钞塘、湖坊、镇坊、上峰等乡划归丰城县。
1953年4只25日，将原第十一区公所撤销，并入第四区，将第十二区改为十一区。将四区的金盘、新丰乡划第六区，原地四区的南坊、黄坊划入一区，将二区的城塘，对门、石埠乡，三区的石岗、南田、淑溪、上坪、界檀乡，九区的车塘西乡，七区的朱坊、东安、霞溪、金塘、高坪乡共14个乡成立一个区，区公所设石岗，定为十区.全县共11个区，160个乡。
1954年6月1如，将五区的吴城镇、荷东乡、荷西乡、松门乡、吉山乡、松峰乡划归永修县，同时将十一区改为五区，并增加昌南、窑河、昌阳、昌北等乡，此时佥县共 辖10个区、154个乡。
1955年3月5日，在全县十个区（江桥、东城、松湖、樵舍、象山、大塘、西山、 塑城、厚田、石岗）设立区公所，为县人民委员会的派出机构。3月31日，东城区改为生米区，江桥区改为乐化区，并将西山乡的山头村划归高安县管辖。
1956年、全县10个区并为5个区、一个镇，共46个乡。
1958年6月3日，撤销西山区，将西山、落瓦、城塘、洋期、西岗、坷里、石埠7个乡并人生米区；朱坊乡并入松湖区。县由五个区改为四个区，由46个乡减为18个
乡、1个镇。
同年年8月25日、梅岭乡并人七里岗垦殖场，改为“新建县国营梅岭垦殖场”同年9月18日，新建县划由南昌市管辖。10月25日，本县实行人民公社建制，撤区转社，政社合一。县以下设9个公社，1个垦殖场，辖287个农业生产大队。
1959年，公社以下增设耕作区，全县共设68个耕作区，287个生产大队。8月、耕作区改为37个管理区，332个生产大队，11月，撤销梅岭垦殖总场，设立梅岭垦殖场、七里岗垦殖场、昌邑农场、溪霞养殖场和象湖鱼种场。
1960年5月31日，增设脉龙（后改麦园）人民公社，管辖原乐化公社划给科学院的坪上、黄家、雷家、西岸，龙潭、李家、谢家、后溪大队和望城公社的范家大队。
1961年2月设立蛟桥镇。
6月1日，全县调整为8个区委会（即生米、望城、松湖、樵舍、大塘、联圩、西山、乐化）、35个区辖公社（生米、东城、安丰、厚田、南 岗、车塘、松湖、石岗、徐塘、朱坊、义渡、西山、落瓦、珂里、石埠、洋湖、城塘、望城、长堎、青城、招贤、乐化、溪霞、金盘、黄堂、樵舍、三合、象山、新增、大塘、金 桥、观咀、芦洲、鹭鸶口、窑河），2个县直属公社（麦园、南矶），1个镇，6个县直属场（梅岭、七里岗垦殖场、昌邑农场和上池湖、幸福、肖峰养殖场）。同时，省蚕桑场所属的万福、金山、樟树、新棋周4个集体所有制分场改为公社，受本县和省蚕桑场双重领导。
7月1日，窑河公社改为昌邑公社，20日，本县改属宜春专区领导。
9月6日，青岚公社的枫林、上罗、皎桥，双港公社的港口、北山、裘家、鸡山、中洲，昌北公社的瀛上等大队划归南昌市郊区管辖。
10月20日，撤销望城区的招贤、青城公社划归生米区，望城、长堎公社改县直辖，生米区的车塘公社划归西山区。增立黄堂公社，辖瓜洲、陶埠、南坊、中联、坝上、黄坊6个大队，撤销南岗公社，将谷城、社林、下坊大队划归厚田公社，南城、联合、北岗大队划归车塘公社，郡塘、胜利、东湖大队划归生米公社。11月30日，撤销联圩区委，将芦洲、昌邑、鹭鸶口公社划归樵舍区管辖，这时全县共6个区、32个区辖公社、4个县直属公社、7个县直场和1个镇。
1962年3月15日，县直幸福水库养殖场划属生米区、肖峰水库养殖场划属西山区。4月21日，将昌邑农场、上池湖养殖场、铁河垦殖场合并为昌邑综合垦殖场。7月30日，撤销松湖、樵舍2镇，分别划归松朗、樵舍公社管辖。
1963年3月21日，乐化公社分为乐化、江桥公社。6月19日，樵舍公社渔业大队与芦洲公社鱼场合并，成立沿江渔业公社。这时，全县分6个区、39个公社、4个场、1个镇。
1964年4月22日，恢复昌邑良种示范费殖场。10月8日，改国营昌邑综合垦殖场为铁河综合垦殖场。12月30日，原南昌县丰乐公社丰和大队划归新建县芦洲公社管辖。
1965年4月29日，改七里岗、金仙寺园林场为“国营新建县七里岗垦殖场”和“国营新建县璜溪垦殖场”。5月19日，梅岭垦殖场和招贤、麦园公社划归南昌市管辖。11月26日，将县直属的望城、长堎公社委托生米区管理；县属南矶公社委托樵舍区管理。这时，全县共6个区、36个公社、1个镇、4个国营场、360个大队。
1966年2月21日，撤销乐化区，将乐化、江桥、金盘、溪霞公社并人大塘区，黄堂公社并入樵舍区，11月5日，将璜溪垦殖场并人共大新建分校，撤销璜溪垦殖场。12月16日，将长垵公社与望城公社合并，改为望城公社；江桥公社与乐化公社合并，改为乐化公社。这时全县为5个区、35个公社、1个镇、4个场。
1967年11月18日，本县由宜春专署划归南昌市管辖。
1968年9月10日，原南昌市管辖的招贤、皎桥、麦园、杨子洲公社和梅岭垦殖场、永红农场、省南昌畜牧繁殖场、市北郊林场、东风农场划归新建县管辖。10月，全县撤区扩社并队，县以下仍设公社（场、镇）、大队、生产队，这时，全县有14个公社、8个国营农场、1个镇、172个农业生产大队。
1969年1月18日，将望城公社的长堎、卫东、岭口3个大队划归长域镇管辖。3月1日，撤销厚田公社，成立流湖公社，辖：原厚田公社（不包括南星大队），西山公社的 罗桥、对门、邓埠大队和城塘大队的言家村，石岗公社的淑溪、清溪、叶家3个大队，松湖公社的五星、庆新大队和原楼下大队（不包括港头毛家村）等。同时，将江西蚕桑场的总场（含一、三、七分场）归县管辖，不久复划归省管，其二、八分场归铁河垦殖场管辖。12月，梅岭垦殖场改为梅岭管理区，划归南昌市管辖。
1970年1月14日，望城公社佘牟大队、湾里大队、杨子洲公社、永红农场划归南昌市管辖。3月29日，将铁河、七里岗、蚕桑3个垦殖场改为人民公社，将县苗圃和原璜溪垦殖场合并为新建县林场。这时，全县共17个公社、1个场、1个镇、162个农业生产大队。

1971年2月14日，望城公社与长堎公社合并为长堎公社（镇），保留长坺镇。8月7日将长堎公社（镇）分为长垵镇和望城公社。8月14日，设立象山人民公社，将樵舍公社的小坊、埒角、东湖、井岗、象山、槎溪、永红大队和象山林场划归象山公社管辖。9月24日，设立昌邑公社，将联圩公社的草湖、伍喻、昌南、窑河、昌阳、昌北大队划 为昌邑公社管辖。这时，全县共17个公社、1个国营农场、1个镇和162个大队。同年麦园、招贤大队、竹园二队和石岗大队划给南昌市管辖。
1972年，东风农场划归南昌市管辖。
1973年3月27日，恢复国营铁河综合垦殖场。6月18日，恢复国营七里岗垦殖场, 并同时保留人民公社。7月27日，恢复国营璜溪垦殖场，与新建县林场合署办公。同年，南昌市朝阳农场集体部分划人本县管辖；铁河公社西湖大队、赣东大队划归省蚕桑场管辖；乐化公社红卫大队、七里岗东风大队、陈家生产队划归南昌畜牧繁殖场管辖。
1974年2月26日，恢复国营昌邑良种场。4月13日，昌邑山人民公社改为昌良人民公社。5月11日，国营昌邑良种场与昌良公社分开，这时，全县共15个公社、5个场、1个镇、222个大队。
1979年12月3日，流湖公社增设4个管理区（即厚田、车塘、邓埠、大岗）为公社的派出机构。同时，南昌畜牧繁殖场和蛟桥公社划归南昌市管辖。这时，全县共15个公社、5个场、1个镇、364个大队。
1980年2月19日，大塘公社增设4个管理区（即大塘、观咀、金桥、薔薇），为公社派出机构。
1984年，全县撤销人民公社，改为29个乡（镇、场）建制，共设383个村民委员会（包括全民单位70个）和2314个村民小组（包括全民单位54个）。
1985年3月15日将湾里区梅岭乡的群众村、罗亭乡的赤海村划归新建县乐化乡管辖。
1986年11月7日设置溪霞乡（赣府厅字[1986]528号批复）。
1987年1月6日新建县撤销石岗乡建制，将石岗乡区域并入石岗镇；将南昌市管辖的石岗镇划归新建县管辖（赣府厅字[1987]7号批复）。
1988年7月9日，撤销七里岗乡，设立七里岗镇（赣民函[1988]78号批复）。
1993年撤销西山乡，设立西山镇（赣民字[1993]52号批复）。
1994年11月16日，撤销溪霞乡、乐化乡、樵舍乡、松湖乡，设立溪霞镇、乐化镇、樵舍镇、松湖镇（赣民字[1994]222号批复）。
1995年12月12日，撤销象山乡、望城乡，设立象山镇、望城镇（赣民字[1995]249号批复）。
1997年9月1日设立南昌市东湖区沙井街道办事处，将新建县长堎镇卫东村委会的陶家舍、沙井、西源刘家村小组划给起管辖。
1999年3月4日同意撤销新建县昌良乡，划归昌邑乡
2000年长堎镇卫东村，望城镇双溪、岭口、岭北、长埇、云塘、润溪村，生米镇斗门、安丰、渔业、富乡、黄佩村划给红谷滩新区，总面积约60平方公里。
2001年11月15日撤销北郊乡，划归长堎镇；撤销璜溪乡，划归望城镇；撤销七里岗镇，划归樵舍镇；撤销义渡乡，划归流湖乡（赣民字[2001]520号批复）。
2003年望城镇龙潭、卫国、双岭村划给南昌经济技术开发区，总面积约19.5平方公里。
2009年新祺周总体被划给南昌桑海经济技术开发区，总面积约40.36平方公里。
2011年5月18日撤消新建县石埠乡，设立石埠镇。
2012年2月13日生米镇整体划给红谷滩新区，总面积约130.56平方公里。
2014年11月10日撤销流湖乡，设立流湖镇。
2019年，湾里区整体并入新建区管理（实际湾里仍为独立区级单位）；生米镇（包括璜溪村）正式并入红谷滩区（璜溪村实际仍为新建区管理）
2022年，厚田乡和流湖镇并入红谷滩区；蛟桥镇改为蛟桥街道并并入新建区（实际蛟桥街道仍为经开区管理）

### 县治变迁
981年（宋太平兴国六年）建置时，设县治于石头津。石头津位于南昌城德胜门外（今南昌市郊区凤凰大队）红石岗，濒临赣江，古多书作石头浦（渚）。据《考古录》记，此地因晋代殷羡（洪乔）投书于江而得名。其时，洪赴任豫章郡太守，京都官吏.托其寄信于豫章亲友，行至石头津桥头，悉知书中多有私谋，怒将所带函书尽投江中，说：“有事者沉，无事者浮”石头津亦由此而誉名为投头浦、沉书浦，后人常以邮书梗阻称作“洪乔所误”即出于此。
1370年（明洪武三年），县治由石头津改为南昌城叠山路新建后墙。直至1939年3月日军人侵，县政府改设松湖。同年8月，日军在县内的乐化成立伪“县政府”.1945年9月抗日战争胜利后，县政府由松湖改迁乐化。
1949年6月18日，新建县人民政府在昌北瀛上村成立；此村位于南昌市八一桥西北3公里处，为蛟桥乡的自然村，建国前该地荒僻，常有强盗出没，因此村人多外出谋生。建国后村落逐渐兴旺，现有百余户人家，从事农副业生产，附近旷地兴建了商店、厂房和“烈士陵园”，陵园逐步发展成南昌市的公墓，每年清明前后有很多南昌人前来吊念离世的亲人，瀛上村有柏油路面的公路沟通新建（长堎）、南昌和九江；1980年该地划由南昌市管辖。
1951年5月16日，县治改迁生米镇。1961年7月20日迁至长堎镇至今；:45新建县在设立后至今七易县城。

## 人口
2021年，新建區實際管轄區域户籍總人口為64.29萬人。其中，城鎮人口20.6萬人，鄉村人口43.69萬人。人口出生率8.68‰，死亡率0.81‰，自然增長率7.87‰。

## 交通

### 古道
驿道
全县境内有驿道3条：由县治（南昌）章江渡至建昌；由县治（南昌）章江渡至高安；山乌山铺至奉新县牌铺。
乡道
全县境内有乡道12条：东至进贤北山，长40公里；东北至余干瑞洪，长90公里；西至安义石鼻，长40公里；西北至安义分水岭，长35公里；西至奉新丰安，长45公里；南至南昌市，长5公里；南西至丰城，长45公里；北至星子新河口，长90公里；东南至进贤池港，长30公里；东北至鄱阳石塔湖，长30公里；北至昌都，长115公里；西南至高安招山，长60公里。
大道
县内有三条大路，县民称为官马大道，因为是宫吏骑马坐轿之路；三条大道也是本县松湖以及奉新、安义等周边县来往省府的通道，路面均用长1~1.5米，宽0.5米的麻石块铺成，民国时期这些大道大部分被毁掉；三条大路是：
- 南昌-长堎老街-省庄陈家-望城-郭家-青山-青山头-欧阳家-安义；
- 南昌-生米-黎家港-五里亭-文青-大庙上-西山-奉新；
- 南昌-生米-义渡-松湖。[4]:257-258

### 铁路
国铁
- 南浔铁路（即后来京九线一部分）在新建区内有新祺周站、乐化站（赣江新区直管区和南昌经开区代管）。
- 昌九城际线、昌福铁路和昌九高铁（南昌经开区代管区域内）
- 湾里铁路由于行政区划调整这条铁路全线所在地都属于新建区（南昌经开区和湾里管理局代管）。

城市轨道交通
- 南昌地铁1号线部分站点位于新建区蛟桥街道、乐化镇、樵舍镇（均由南昌经开区代管）
- 南昌地铁4号线赣江西岸极少站点位于新建区璜溪管理处境内。
- 南昌地铁5号线部分站点在新建区长堎街道和欣悦湖街道内，还有部分位于新建区蛟桥街道内（南昌经开区代管）。
- 南昌地铁6号线部分站点位于新建区长堎街道和欣悦湖街道内，还有部分位于新建区招贤镇和幸福街道（湾里管理局管辖）。

### 航空
南昌昌北国际机场坐落于本区乐化镇（南昌经开区代管），扩建后同时占樵舍镇（南昌经开区代管），是服务于南昌市的民用机场。

### 公路
干线
- 南浔线，起南昌市，到九江市，经过本区岭背林场至乐化公社（今溪霞镇）的店前村，长12.85公里。现在是 105国道和 316国道共线的一段。
- 赣湘线，起南昌市经过八一桥原直接到长征东路（红谷滩发展后这段路拆除），经过驻地长堎后一直到西山镇草山村接高安市，长35.5公里。长堎到草山村一段现在属于 320国道。
- 乐昌线，从乐化公社驻地（今乐化镇）以北l公里处为起点，向东北至五七机械厂；途纾江桥、象山、昌良、恒湖等地，全长42.6公里。现为 053县道。
- 丰安线，起点丰城县，经区境的松湖、西山至安义接止，全长80公里。现为 047县道、 046县道、 606县道

乡村公路

## 教育
- 区内中学有：松湖中学、石岗中学、长征学校、西山中学、石埠中学、新建二中教育集团三中校区（望城中学→新建县第三中学）、大塘中学、象山中学、联圩中学、昌邑中学、昌良中学、南矶中学、铁河中学、溪霞中学[36]、新建经开区第二中心学校（璜垦中学→望城学校→望城新区中学）[37]、红林中学、新建一中、新建二中、新建五中等。（位于南昌经开区、湾里管理局的中学不包括在内）
- 区内高等院校：南昌陆军学院、江西警察学院、江西应用科技学院（江西新亚职业技术学院→江西城市职业学院）。（位于南昌经开区、湾里管理局的高等院校不包括在内）

## 宗教
区内主要有道教、佛教、伊斯兰教和天主教。
本区道教适教源属全真派，神职人员为“出家道士”，不食荤、不结婚，对信徒无严格的教义相教规。
西山万寿宫每年举行一次盛大庙会（农历八月初一至月底），各地“善男信女”纷纷前来进香，倍奉形式主要是“朝仙会”。朝仙会以自然村或姓族为单位组成朝仙队伍，少到
二、三十人，多则数以百计。会标为一面红旗，旗中书有“普天福主”，右上为“万寿进香，虔诚朝拜”，左下为“某县某乡某村朝仙会”队伍前。一人举会标一人背竹龙，数人敲锣打鼓吹唢呐，作为前导，每人手执燃香向西山万寿宫进发。进人万寿宫前后，三步一拜，九步一跪，到庙前陈敬贡品，晋谒仙颜，默念自己的心愿，祈求“福主”的恩賜。解放以来，每年约有30万信徒和游客来西山万寿宫朝拜或瞻仰，该地已成为中外游客观光的胜迹。:561

## 习俗
时节
- 春节，新建县民间，自农历年除夕（十二月三十日）至新年元筲（正月十五日）俗称“过年”。县民多在“冬至”以后，开始筹办年货，如腌腊肉、腊鸡、做年糕、印花米稞、辗糖块、油氽著片、油枣、糖果了、炒花生、瓜子等等。农历十二月二十三日晚“祭灶神”事先打扫房屋，清洁门窗，搞好内外环境。二十四日过小年。从二十五日起，各地按不同习俗分别天天有过大年的。三十日贴好红纸门联、堂联、年画等。傍晚，堂前室内点燃红烛，堂中架火盆，全家人设香案，打爆竹、祭祷世祖后，团坐饮酒，欢叙一堂。除夕之夜，灯火辉煌，爆竹声声，户户欢乐，戌时或亥时初、打爆竹“关财门' 各家各户不再走动，围炉守岁。子时初，新年来临，即开门放鞭炮，迎新春，谓之“开财门“人们相互拜年，或拱手作揖（见长辈下单脚跪），或握手祝贺。然后集中到祠堂或祖堂祭谱。 向亲戚家拜年。一般都携带糕点礼品，以示尊重。受拜的亲戚家中，必烧汤煮面（每人一碗，每碗中配以三个熟蛋）、摆腊（肉食）盘、斟酒、盛饭，招待客人，客回时需赠以糖果或礼品，俗谓“换茶”。去亲朋好友家拜年不吃不坐的谓之“拜跑马年”。
- 端午节，每年农历五月初五，俗称“过节”，是新建县群众传统节日中的三大佳节之一。这天清晨，家家大扫除，撒雄黄粉，点大蚊香，门枢两旁插蕲艾、挂菖蒲。全家设早宴、吃肉食、熟藏蛋、挂面、包子、油讲、大蒜子、喝雄黄酒。除松湖，义波和石岗三乡外，家家都吃粽子。小孩身佩檀香、白芷香囊，丝织蚕茧麦秆做的菱角、辣椒、公鸡、猴子之类的小玩物。早宴后，人们喜在河岸看龙舟竞赛，有的扎彩船或划小艇，游湖赏兴，俗称这天为“赛(晒)香”意为比赛穿着华美。端午节竞龙舟和包粽子的原由，新建县多沿为纪念屈原的说法，但石岗、松湖、义渡一带则自有乡俗。传说在许逊捉孽龙时，孽龙精沿江而上，躲身于箬叶（包粽子用的）丛中，许逊寻见孽龙，一剑削去，不料将箬叶连根削掉。从此，上新建再无箬叶，过端午节时，也无法扎粽子.继以作糂米团饼而取代，至令如此。
- 中秋节，农历八月十五，是新建县群众三大佳节之一。这天，亲友互蟮月饼、糖果等礼物，家人亲眷欢聚一堂，晚上点香烛、放烟火，行酒赏月，吃月饼、柚子、柿饼、瓜果，寓意“团团圆圆”（这些食物都是圆形或球体）。
- 清明，每年公历四月五日（或六日），各家都有人到亲人坟前祭莫、修整坟堆，谓之“扫墓”。“扫墓”时间，一般为清明前三天开始，晚至淸明后四天，故有“前三后四”之说。建国后，人们仍沿旧例，各界人士在清明前后，还到烈士基前致哀，献花圈、植树、修整墓地。
- 立夏，每年公历的五月六日或七日，约在农历四月。这是新建县栽插早稻旺季，每家都在这天蒸米粉肉吃，谓之“撑（chèng)夏”。
- 六月六，农历六月处六。俗读“六月六，哂得鸡蛋熟”。新建县民多在这天曝晒衣物、书籍、用具等。
- 七夕，农历七月七日，传说这天百鸟搭桥给牛郎织女相会，县民白天不猎禽，晚上观赏星空，讲故事。
- 鬼节，农历七月十五日，俗称“鬼过节”。这天，家家吃米粉、米稞汤、摆三牲（公鸡、鲤鱼、猪肉）敬斋饭、烧纸钱、祭祖宗。小孩傍晚不出门。此俗多有迷信活动，建国后，渐已衰废。
- 朝香日，农历八月初一至十五日，男女老少沐浴斋戒，成群结队赶赴西山万寿宫朝拜。县境南部一带还举行“社伙”（时间不一），抬神龛轿，到处奔跑，旗锣鼓伞，鞭煤火铳、簇拥随行。乡民聚众，多为热闹游玩，并于这天吃“斋九”——油汆糯米粉团。
- 重阳，每年农历九月九日，俗称“重九”。建国前，县民多在这天烧香求雨，因有“重阳无雨看十三、十三无雨一冬干”的说法。士商多登高处，饮茱萸酒，以祈吉祥。建国后，县人多有重阳登高游览的兴致。
- 冬至，每月农历十一月初（公历12月22日或23日）冬至时，乡俗按姓族在各自祠堂摆宗族谱，全姓男人聚集一堂，吃团聚饭，祭杷祖宗，并由老者讲述本姓宗族来由、山水田地、各类盛事。解放后，此俗沿用极少。[4]:564-566

## 语言
新建方言从总的特点看，属干赣方言的鄱阳湖片（昌都片）。上新建的西南角，即松湖、石岗、具有与之接壤的高安话的一些持色，如知彻澄章昌五母部分念tt'等;下新建与永修话、安义话有较多的扣似之处，如声母今读的送气不送气影响今调类的分化等。全区方言内部有很大的一致性：有双唇擦音Φ（不包括与南昌市、南昌县接壤的边緣地带和下新建的滨湖地区，前者受南昌话的影响，后者解放前后有大批外地移民；也不包括在知识分子和青年人中出现的新读），口语词大多是单音节词，保留了丰富的古汉语词语，有一批共间的避讳语，有丰富的偏正式形容词，其偏顼表程度各有习惯上的搭配；名词有丰富的“子”、“仂” 或“得”尾；有较为特殊的表动态的助词“之”；在述语动词后面既有宾语又有补语时，可以有两种语序——述补宾和述宾补，而以述宾补为常式。
全区方言可粗分为两种话。以望城为界，望城以南一种话，可称为上新建话，包括重点调査的10个代表点中的松湖、石岗、厚田、西山和生米；望城以北一种话，可称为下新建话，包括重点调查的10个代表点中的望城、乐化、樵舍、象山和大塘。值得一说的是这与习惯上说的上下新建稍有差异；习惯上的上下新建以八一桥为界，望城和长堎属于上新建。:579